# Martin B-10
Pour les articles homonymes, voir B10.
Le Martin B-10 est un avion militaire de l'entre-deux-guerres. Mis en service à partir de juin 1934, il est le premier bombardier monoplan entièrement en métal de l'United States Army Air Corps. Il s'agit également du premier bombardier produit en série et dont les performances sont supérieures à celles des chasseurs américains alors disponibles.
Le B-10 sert de base pour les modèles B-12, B-13, B-14, et A-15. Sa conception est révolutionnaire avec ses cockpits entièrement fermés, des tourelles rotatives, un train d'atterrissage rétractable, une soute à bombe interne et un refroidissement performant pour les moteurs. Ces caractéristiques servent de références pour la conception d'autres bombardiers pendant plusieurs décennies.
Le B-10 est toutefois éclipsé par le B-17 Flying Fortress et la rapidité des évolutions technologiques dans le domaine aéronautique durant les années 1930.
Neuf exemplaires sont vendus a la République de Chine et utilisés intensivement durant la guerre contre le Japon. Le B-10 sert également contre le Japon au sein de l'aviation militaire de l'armée royale des Indes néerlandaises (actuelle Indonésie). 3 Martin 139 et 6 Martin 166 capturé par les forces japonaises sont transférés en 1943 à la force aérienne thaïlandaise royale qui en avait reçu 6 en 1937.

## Développement

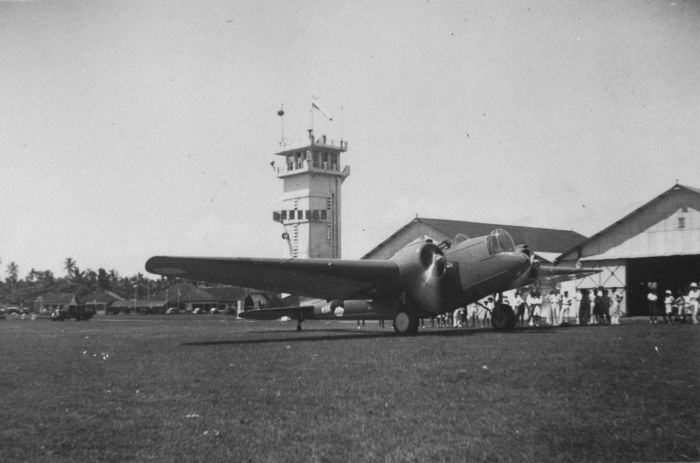
Martin B-10 de l'aviation militaire de l'armée royale des Indes néerlandaises sur l'aérodrome d'Andir à Bandung (1937).

Le XB-10 commence sa carrière sous le nom de Martin Model 123. Il embarque alors 4 membres d'équipage, le pilote, le copilote, un mitrailleur avant et un mitrailleur de côté. Comme dans les bombardiers de l'époque, l'équipage a des compartiments ouverts, mais ceux-ci comportent de nombreuses innovations. La plus importante est le premier exemple connu de tourelle installée à bord d'un avion. Située dans le nez de l'appareil, elle est placée de manière à laisser la place pour un train d'atterrissage rétractable ou pour une soute à bombe. Les moteurs Wright SR-1802-E délivrent la puissance confortable de 600 ch. Le premier vol de l'appareil a lieu le 16 février 1932 et il est livré à l'armée américaine le 20 mars pour une série de tests.
Le B-10 entraîne une révolution dans le développement des bombardiers. Sa construction tout en métal, son cockpit clos, ses tourelles rotatives, son train d'atterrissage rétractable et sa soute à bombe deviennent des standards pour des décennies. Il rend tous les bombardiers de l'époque obsolètes. En 1932, Martin reçu le trophée Collier pour le développement de cet avion.
La version du XB-10 fournie à l'armée américaine est quelque peu différente de l'originale. Le Model 123 est pourvu d'un capot NACA tandis que le XB-10 est équipé d'un capot couvrant entièrement le moteur, afin de réduire la résistance au vent. Le XB-10 est également équipé de moteurs Wright R-1820-19, délivrant 675 ch, et son envergure est plus grande de 8 pieds (soit environ 2,50 m). Lors de ses vols d'essais, en juin 1932, le XB-10 atteint la vitesse de 317 km/h à 1 830 m d'altitude, une  performance impressionnante pour l'époque.
L'armée américaine commande 48 avions le 17 janvier 1933. Les 14 premiers livrés sont appelés YB-10.
Les versions exporté sont les Model 139 et 166.

## Versions et dérivés
- XB-10 : prototype, construit en un seul exemplaire.
- YB-10 : appareils de présérie destinés aux essais, 14 exemplaires construits.
- YB-10A : semblable au YB-10 mais avec des moteurs R-1820-31, plus puissants ; un seul exemplaire est construit.
- B-10B : version de production principale avec des moteurs R-1820-33 de 775 ch ; 103 exemplaires.
- YB-12 et B-12A : moteurs changés par des Pratt and Whitney R-1690-11 Hornet, 32 exemplaires.
- YB-13 : projet de remotorisation par des R-1860-17, jamais construit.
- XB-14 : destiné à tester le moteur Pratt & Whitney YR-1830-9 Twin Wasp ; un seul exemplaire construit.
- A-15 : projet de version d'attaque au sol ; abandonné en faveur du A-14 Shrike.
- YO-45 : projet de version d'observation à moteurs R-1820-17.

## Appareil encore existant
Le seul Martin B-10 survivant complet est exposé au National Museum of the USAF, Dayton, OH.

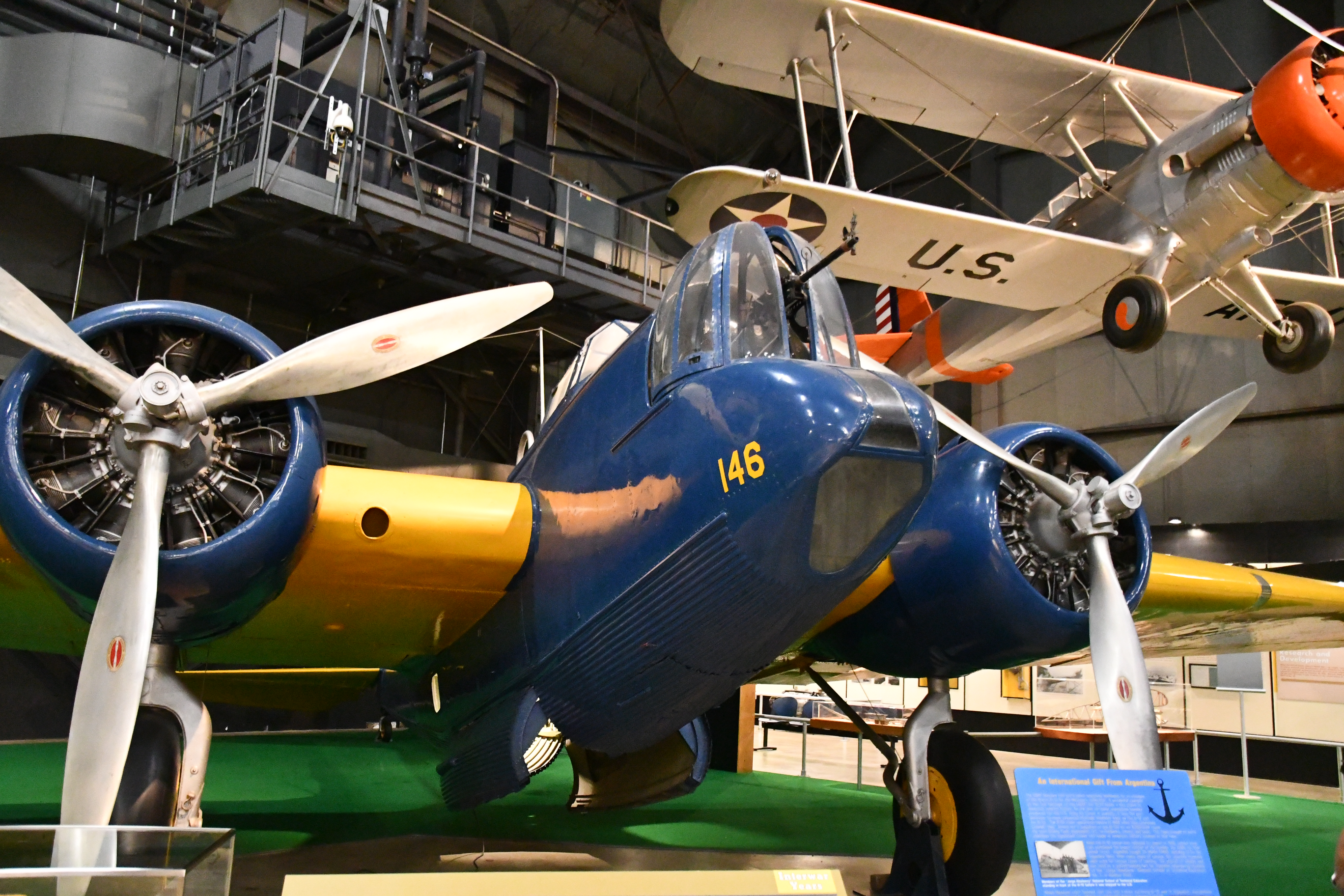
Martin B-10 exposé au National Museum of the United States Air Force, à Dayton (Ohio).